# Stan Coveleski
Stanley Anthony „Stan“ Coveleski (* 13. Juli 1889 in Shamokin, Pennsylvania als Stanislaus Kowalewski; † 20. März 1984 in South Bend, Indiana) war ein US-amerikanischer Baseballspieler in der Major League Baseball (MLB). Sein Spitzname war Covey.

## Biografie
Stan Coveleski war polnischer Abstammung; er wuchs in den Bergbaugebieten von Pennsylvania auf. Sein älterer Bruder war der „Giant Killer“ Harry Coveleski. Seine erste Station in der Major League waren die Philadelphia Athletics im Jahr 1912. Dort gelang ihm in seinem ersten Start als Pitcher ein Shutout, aber nur vier weitere Starts folgten in dieser Saison. Bis 1916 verbrachte er seine Karriere in den Minor Leagues und verfeinerte dort seinen Spitball. Coveleski war einer der 17 Werfer in den Majors, die nach dem Verbot dieses Wurfes im Jahre 1920 den Spitball weiter benutzen durften.
Fünfmal in seiner Karriere gewann er über 20 Spiele in der Saison. In den World Series 1920 gegen die Brooklyn Dodgers gewann er drei komplette Spiele und ließ nur 2 Runs beim Erfolg der Cleveland Indians zu. Auch mit den Washington Senators konnte er 1925 die World Series gewinnen.
Ein weiteres bemerkenswertes Spiel fand am 24. Mai 1918 statt. Coveleski warf in einem Spiel über 19 Innings die komplette Spielzeit beim 3:2-Sieg gegen die New York Yankees.
Seine Aufnahme in die Baseball Hall of Fame erfolgte 1969. Am 10. Juni 1976 wurde er auch ein Mitglied in der National Polish-American Hall of Fame.